# Live at Hollywood High
Albums de Elvis Costello
Secret, Profane and Sugarcane
(2009) National Ransom
(2010)
Live at Hollywood High (dont le titre officiel est Live at Hollywood High/The Costello Show Vol. 2) est un album d'Elvis Costello and the Attractions tiré d'un concert de 1978 à l'Hollywood High School de Los Angeles en Californie.  Trois chansons tirées du concert étaient incluses à l'origine sur un EP bonus au format 33 tours fourni avec les pressages initiaux de l'album Armed Forces en 1979. Une réédition de 2002 de Armed Forces a ajouté six pistes supplémentaires aux trois initiales de l'EP (pour un total de neuf pistes) en les plaçant dans l'ordre dans lequel elles ont été enregistrées à l'origine. En 2010, le label Hip-O Select a publié la version complète du Live At Hollywood High comprenant les 20 chansons du concert sur un seul CD.
Cette édition est le quatrième concert d'Elvis Costello publié, après :
- Nashville Rooms (London, England), enregistré le 7 août 1977, constituant le CD bonus de l'édition deluxe de 2007 de My Aim Is True (1977).
- Warner Theatre (Washington, DC), enregistré le 28 février 1978, inclus sur l'édition deluxe de This Year's Model (1978).
- El Mocambo (Toronto, Ontario), enregistré le 6 mars 1978, publié à l'origine par CBS comme LP promotionnel au Canada et réédité en 1993 sur l'un des quatre CD du coffret 2½ Years. Il a ensuite été publié individuellement sous le titre The Costello Show: Live at the El Mocambo en 2009. Le LP original au format vinyle et les rééditions CD de ce concert sont constitués des mêmes chansons.

## Liste des pistes
| No  | Titre                                | Durée |
| --- | ------------------------------------ | ----- |
| 1.  | Accidents Will Happen                | 3:29  |
| 2.  | Mystery Dance                        | 2:02  |
| 3.  | Lip Service                          | 2:44  |
| 4.  | Living In Paradise                   | 3:31  |
| 5.  | Goon Squad                           | 3:49  |
| 6.  | (The Angels Wanna Wear My) Red Shoes | 2:33  |
| 7.  | Party Girl                           | 2:57  |
| 8.  | (I Don't Want To Go To) Chelsea      | 4:40  |
| 9.  | This Year's Girl                     | 3:46  |
| 10. | No Action                            | 2:08  |
| 11. | Stranger In The House                | 4:02  |
| 12. | The Beat                             | 3:37  |
| 13. | Alison                               | 3:05  |
| 14. | Lipstick Vogue                       | 4:18  |
| 15. | Watching The Detectives              | 5:59  |
| 16. | You Belong To Me                     | 2:39  |
| 17. | Radio, Radio                         | 2:29  |
| 18. | Pump It Up                           | 4:02  |
| 19. | Waiting For The End Of The World     | 4:32  |
| 20. | Miracle Man                          | 5:05  |